# 十三行遺址
十三行遺址，是臺灣北部重要的考古遺址之一。該遺址位於今新北市八里區淡水河出海口交界處的南岸，挖掘出陶器、鐵器、墓葬等各類豐富的史前遺物。該遺址的主人生存於距今約2000至400年前，在文化上屬於臺灣史前時期的前鐵器時代，是目前臺灣確定擁有煉鐵技術的史前居民，很有可能是臺灣原住民凱達格蘭族的祖先。該遺址被中華民國內政部訂為國家二級古蹟，目前保留遺址面積有約一公頃，並在遺址旁設立十三行博物館，是臺灣第一座縣立（今為新北市直轄市立）考古博物館。

## 遺址發現及挖掘過程簡介
1955年秋天，中華民國空軍飛行員潘克永少校隨機飛越八里鄉觀音山上空時，突然發現飛機的羅盤出現了磁力異常的反應，他以為是發現了鐵礦才會影響到羅盤的運作。

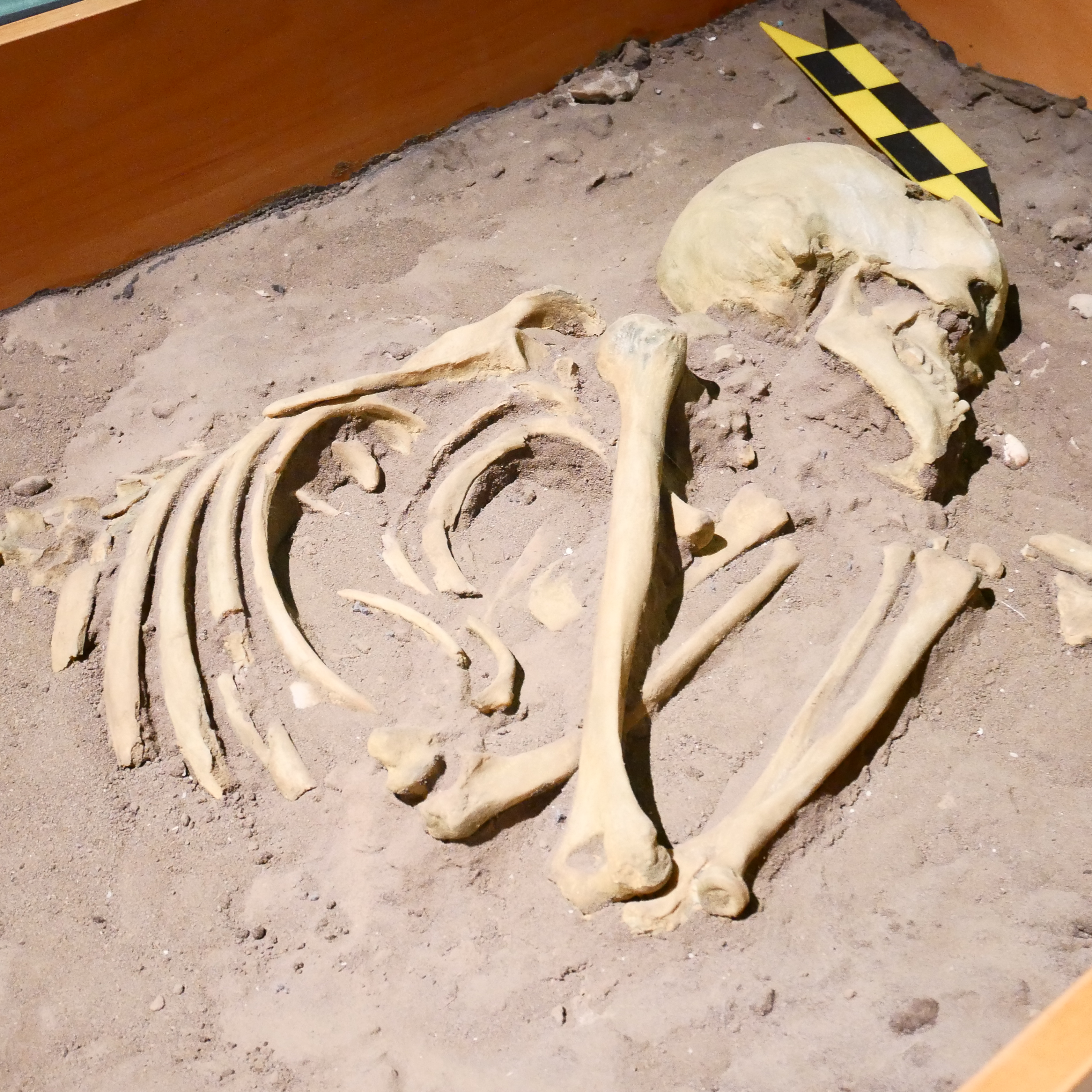
十三行遺址側身屈肢葬（仿製品）

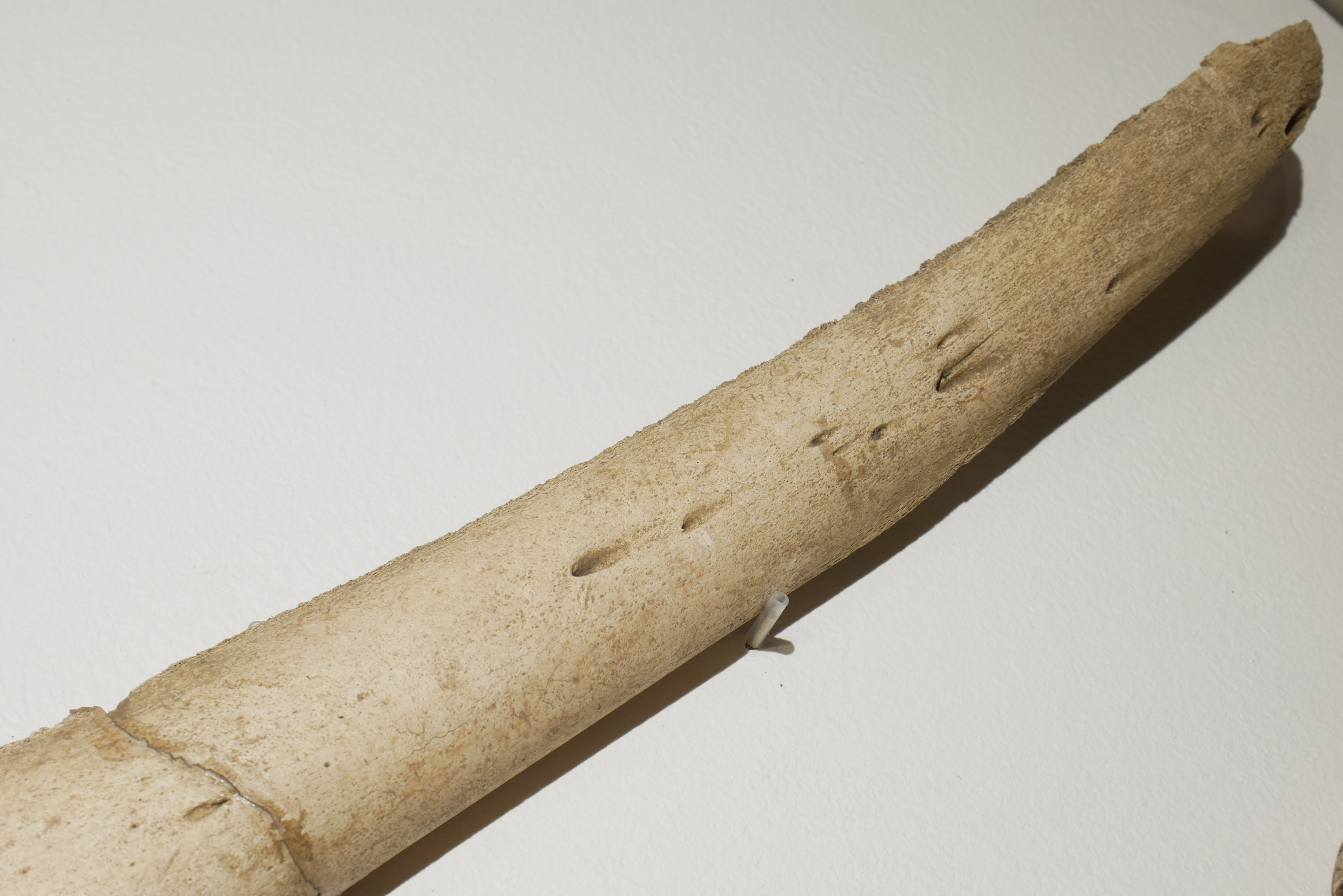
遺址出土糙齒海豚頷骨

1957年，潘克永找上了在國立臺灣大學任教的地質學家林朝棨，會同中美鑽探公司工程師黃瀛東到八里鄉頂罟村現地勘查，才知道在地面上到處可見的鐵塊與鐵渣，其實是土法煉鐵的遺跡。由於遺址所在地、時臺北縣八里鄉（今新北市八里區）頂罟村有個別名叫「十三行村」，於是以該名稱將此考古遺址命名為「十三行遺址」。
1959年，石璋如教授率領學生們到十三行遺址短期試掘，獲得陶器、石器、鐵器和玻璃器等文物以及二座墓葬，並推斷該址屬於凱達格蘭族及噶瑪蘭族系統的史前文化。1963年，臺北縣文獻委員會委託劉斌雄教授在該遺址開挖二個深坑，發現遺址有二個文化層重疊，下層為赤褐色網紋硬陶文化層（即十三行文化層），上層則是近代的漢文化層。1980年，交通部觀光局將十三行文化遺址列為重要考古遺址。
1988年，考古學家臧振華和劉益昌由於對臺灣平埔族和早期漢文化之間之接觸這個研究議題感到興趣，而決定選擇十三行遺址進行考古挖掘，但卻意外引爆了一場文化保存和工程建設的衝突事件。原來，十三行遺址已被臺灣省政府住宅及都市發展處畫定為八里污水處理廠用地，即將動工。經過文化及學術團體兩年多的抗爭，1991年，十三行遺址被中華民國內政部指定為國家二級古蹟，保存範圍長約144公尺、寬約22公尺、總面積為3,161.9平方公尺；但事實上保留的部份只佔整個遺址的九分之一左右，其餘大部分的遺址都在興建八里污水處理廠時被破壞。1995年，行政院會議決議在污水處理廠旁撥地成立「十三行遺址文物陳列館」。1998年，陳列館更名為「十三行博物館」，同時亦開始博物館的興建工程。2003年，十三行博物館正式完工並開館。

## 十三行文化
由於十三行遺址在臺灣史前史中的重要地位，考古學者通常將臺灣北部地區史前時代晚期文化通稱為十三行文化。除了十三行遺址之外，位於臺北市中山區的西新庄子遺址，也是十三行文化的代表性遺址之一。
十三行文化屬於北臺灣地區的金屬器時代，時間大致從2,300年前開始，到漢人進入本地區之後才結束，是臺灣史前文化的代表文化之一。十三行文化的主要特徵是石器減少，只剩下凹石、石槌等無刀刃器。從出土的煉鐵留下的鐵渣、開採的礦石等等礦物，於遺址西側之埤塘邊緣，屬於發掘區域的DD 區，該區T2P13坑出現一座較完整的煉鐵爐，這是台灣所發現的第一個史前時代的煉鐵爐，證明了十三行的史前居民不僅會使用鐵器，更已經會製造鐵器，擁有煉鐵的技術。除了石、鐵外，還有為數不少的陶器，主要是紅褐色夾砂陶，特徵是手工製作，含細沙，火候高、質地堅硬。
如果以史前文化較寬的定義而言，臺灣北部地區擁有赤褐色或淺褐色拍印幾何紋硬陶的史前遺址，都屬於廣義十三行文化的範疇。就此而言，十三行文化的分布地區，在西海岸地區由淡水河沿著海岸向南一直分布到大安溪，向東則沿著北海岸、蘭陽平原一直分布到奇萊平原北側的三棧溪。
根據考古學者劉益昌的看法，根據時間、分布區域及文化內涵，十三行文化可以再區分為早、晚兩期及七個不同的類型。其中早期為年代距今2,000-1,000年之間，包括十三行類型、後龍底類型、番社後類型；晚期年代距今1,000年以內，包括埤島橋類型、新港類型、舊社類型與普洛灣類型。

## 十三行遺址出土的主要器物

### 陶器
十三行遺址所發掘出土的文化遺器中，陶器是數量最龐大的一批標本。其中，完整或可復原的陶器約126個，破碎的陶片佔最大宗，估計約超過80萬件。十三行遺址出土主流的紅褐色夾砂陶片，依據其施紋方式的不同，可以分為素面、拍印文系統、及壓印、刻劃、刺點、劙劃、捺點等。一般而言，紋飾多施於器物腹部及延伸的底部，大部分皆通體施紋，亦見紋飾呈環帶狀分布。
在各種出土陶器中，淡褐色陶器雖然數量不多，但卻有其他器物少見的粗條紋紋飾。灰黑色泥質陶器數量也不多，但是頗具有特色，器型有小口大腹的罐與瓶，質地細緻，表面經常抹平磨光，肩部外表裝飾有刺點紋和圈點紋，紋樣常環繞器表一周。
在所有出土陶器當中，最引人注目的是被十三行博物館譽為「鎮館之寶」的「人面陶罐」。該陶罐在口緣、足部的表面均勻散佈圈印、櫛點等裝飾圖樣，在陶罐腹部則有生動的人面造型：微凸的眉脊、狹長的雙眼、微張的嘴角、再配上臉頰旁立起的雙耳。人面陶罐為墓葬出土文物，據學者推測可能有宗教的用途。

### 鐵器
十三行遺址幾乎在遺址範圍內都散布著鐵渣，但重要的煉鐵設施都發現於遺址西側之埤塘邊緣，屬於發掘區域的D區，該區T2P13坑出現一座較完整的煉鐵爐，在煉鐵爐的上層即有大量的鐵渣出土，尤其是此坑南半部皆為紅土區，土質明顯有燒紅的現象。往下發掘即可見有石堆堆積，約至地面下65-85公分處可見到煉鐵爐的整個輪廓，煉爐形狀大致完整，由石塊不規則地圍砌起來，再以泥土塗敷。長約2公尺，寬約1.7公尺，上部中間約為圓形的煉爐鍋體，惟上部口緣已經坍塌破壞。這是台灣所發現的第一個史前時代的煉鐵爐，證明了十三行的史前居民不僅會使用鐵器，更已經會製造鐵器，擁有煉鐵的技術，所以此一煉鐵爐的發現，同時具有學術上及文化上的重大意義。發掘坑DT2P13出土的煉鐵爐為十三行遺址中出土較完整的，伴隨出土的出土物及現象有由板岩、安山岩、砂岩等組成的堆石，少量凹石，陶片堆及一近乎完整的。此件陶盆為煉鐵作坊附近所採集，其層位已不詳。而於緊鄰的拓坑出土一大範圍的火燒土現象，並有明顯成群的陶片密集出土，由其口緣及紋飾判斷並非為同一個體，推測此陶片堆與煉鐵作坊關係密切，但未知關係為何。

### 其他器物
除了日常用具外，十三行遺址也出土很多瑪瑙珠、玻璃手鐲、玻璃耳玦、玻璃珠，以及其他質料的珠子。現址還發現金飾、鎏金青銅碗、銀管飾物、金刀柄、銅碗、銀鈴、金幣等罕見遺物。由於這些器物或者來自臺灣其他的族群、或者來自南洋、或者來自早期中國移民，因此可能是與外界貿易交換所得來的。由此推斷，十三行在當時是臺灣島內外重要交易地點，與外地的聯繫相當頻繁。

### 墓葬相關人骨及器物
十三行遺址還出土了大批和墓葬相關的人骨及器物。依出土的姿勢與方向，人骨的姿式可分為九大類型，而其中最值得討論的便是屈肢葬。十三行遺址之主人的埋葬習俗，以頭朝西南臉向西北的側身屈肢為主，凶死者則往往以頭向東北的直肢葬方式埋葬，常見的陪葬品包括裝飾品陶罐、黃金刀柄、石劍等器物。在十三行遺址出土之前，臺灣史前遺址中從無屈肢葬的葬式出現。而屈肢葬郤是臺灣先住民及部分現今臺灣原住民主要的傳統埋葬方式。
此外，由無頭葬出現可知族群間可能有戰爭或獵首的行為，由此可知當時已有宗教、祭祀的行為了。

## 十三行遺址反映的生活型態

### 曾經居住過十三行遺址的三群人
十三行豐富的出土文物，對我們理解該遺址主人的生活型態有不小的幫助。根據考古學者所作的研究指出，在十三行這片土地上，曾經先後有三群不同的人在此居住。最早一批人是所謂的「圓山文化人」，他們大約在2,000多年前、新石器時代晚期定居於此，由於遺留下來的文物不多，可能表示居住的時間不長。
其次，大約在1,800年前，有另一群人遷入十三行，考古學者稱他們為「十三行文化人」，很可能就是平埔族凱達格蘭人的祖先。他們在這裡居住的時間相當長，至少住到距今大約800年前，前後長達1,000年以上。他們除了留下豐富的遺跡與遺物外，也留下了大量的墓葬。十三行遺址上所挖到的文物，大多數是這一群人所遺留的。
最後一群人則是清代中葉之後從福建渡海來的漢人移民，他們在此建立了一個村莊。

## 相關學術書目
- 邱敏勇，2002，家豬或野豬﹖：再論十三行遺址出土豬的畜養和狩獵。古今論衡：24-36。
- 林嘉偉，1995，十三行遺址出土凹石研究。國立臺灣大學(考古)人類學系碩士論文。
- 劉斌雄，1963，臺北八里坌史前遺址之發掘。臺北文獻：52-64。
- Liu, Chin-hsin. 2005. Childhood Stress of an Iron Age Population from Taiwan: Using Linear Enamel Hypoplasia and Porotic Hyperostosis as Stress Indicators. MA Thesis. Department of Anthropology, University of Florida. Gainesville, Florida.
- Liu, Pin-hsiung. 1963. Excavations and Discaveries at Tapenkeng and Other Prehistoric Sites of Pali District. Asian Perspective 7, no. 1/2: 214～223.
- Lu, Aggie Wen-Fen. 2009. Lower-Limb Biomechanics and Habitual Activities in an Iron Age Skeletal Sample from Northern Taiwan (Formosa). MA Thesis. School of Archaeology and Anthropology, The Australian National University, Canberra.
- Pietrusewsky, Michael and Chang, Ching-fan. 2003. Taiwan aborigines and peoples of the Pacific-Asia region: multivariate craniometric comparisons. Anthropological Science 111:293-332.
- Pietrusewsky, Michael and Tsang, Cheng-hwa. 2003. A preliminary assessment of health and disease in human skeletal remains from Shi San Hang: a prehistoric aboriginal site on Taiwan. Anthropological Science 111:203-223.
- 卲慶旺，2004，趨向科學的造形：從考古出土頭顱再現古十三行人的面貌為例證。國立臺灣藝術大學國立臺灣藝術大學碩士論文。
- 臧振華，2001，十三行的史前居民。臺北縣：臺北縣立十三行博物館。
- 臧振華、劉益昌，2001，十三行遺址：搶救與初步研究。臺北縣：臺北縣政府文化局。
- 臧振華、劉益昌、邵慶旺、Pietrusewsky, Michael，2001，十三行人面貌復原工作過程。北縣文化：23-28。
- 臧振華、劉益昌、涂勤慧、Pietrusewsky, Michael，2001，十三行遺址出土人骨初步報告。北縣文化：18-22。
- 翁佳音，1998，論十三行遺址的主人：荷蘭時代的十三行番社。臺北縣立文化中心季刊：14-26。
- 楊君實，1961，臺北縣八里鄉十三行及大坌坑兩史前遺址調查報告。國立臺灣大學考古人類學刊：45-70。
- 張菁芳，1992，十三行遺址出土人骨之形態學與病理學分析及其比較研究。國立臺灣大學考古人類研究所碩士論文。

## 外部連結
- 新北市立十三行博物館官方正體中文版網站（页面存档备份，存于）
- 中央研究院數位典藏資源網：考古資料數位典藏資料庫（页面存档备份，存于）
- 中研院歷史語言研究所教育網頁：考古大菩薩遊臺灣
- 中研院國家寶藏館-人面陶罐中央研究院數位典藏資源網
- 中央研究院數位典藏資源網：考古資料數位典藏資料庫（页面存档备份，存于）